# Взятка

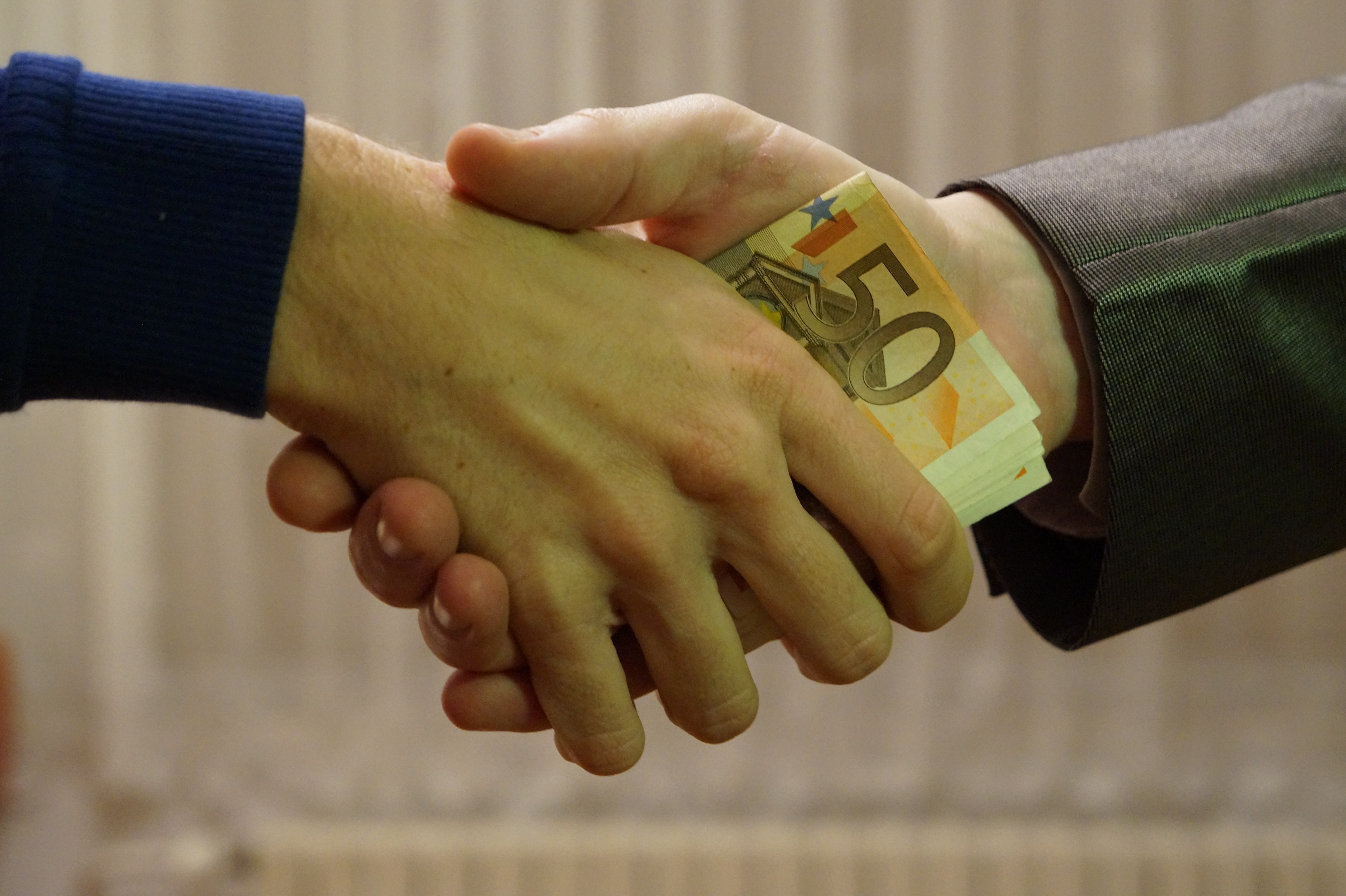

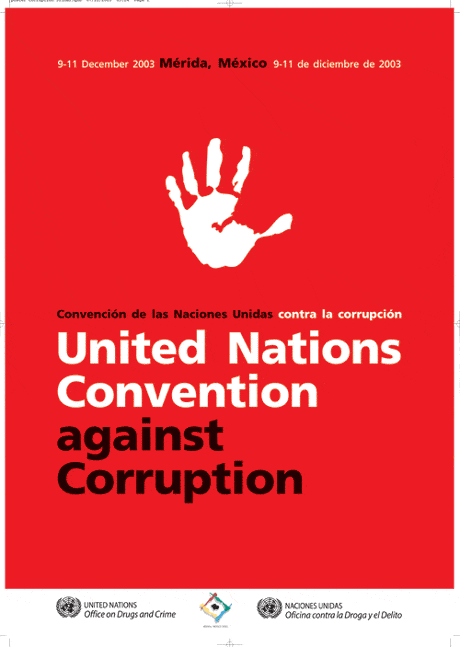
Конвенция ООН против коррупции

Взя́тка — принимаемые должностным лицом (взя́точник) материальные ценности (предметы, деньги, услуги, иная имущественная выгода) за действия (либо бездействие) в интересах взяткода́теля или третьего лица, которые должностное лицо имеет право либо обязано совершить, с целью ускорить решение вопроса или решить его в положительном ключе, либо за совершение незаконных действий, то есть действий или бездействия, которые это лицо не может или не должно совершить в силу закона или своего служебного положения.
Действия по передаче и принятию взятки в большинстве государств противозаконны и подпадают под действие Уголовного кодекса. Получение и дача взятки государственным служащим — в уголовном и уголовно-процессуальном кодексе стран СНГ обычно называется взя́точничество и является полным синонимом термина коррупция.
В российском законодательстве термином «взятка» обозначается исключительно подкуп государственного или муниципального служащего, тогда как подкуп сотрудника коммерческой организации образует самостоятельный состав преступления — комме́рческий по́дкуп.
Коммерческий подкуп, согласно ст. 204 Уголовного Кодекса Российской Федерации (России), — это незаконная передача лицу, выполняющему управленческие функции в коммерческой или иной организации, денег, ценных бумаг, иного имущества, а также незаконные оказание ему услуг имущественного характера, предоставление иных имущественных прав (в том числе, когда по указанию такого лица имущество передается или услуги имущественного характера оказываются, или имущественные права предоставляются иному физическому или юридическому лицу) за совершение действий (бездействие) в интересах дающего или иных лиц, если указанные действия (бездействие) входят в служебные полномочия такого лица либо если оно в силу своего служебного положения может способствовать указанным действиям (бездействию).

## Технологии взяточничества
Взятка путём непосредственной передачи взяточнику денег или других ценностей обычно имеет место только при мелких взятках, поскольку в этом случае взяточника легко поймать с поличным. При серьёзном взяточничестве используются более изощрённые схемы дачи взяток:
- деньги переводятся на счёт аффилированной фирмы взяточника в качестве оплаты за какие-нибудь притворные или несоразмерно мелкие услуги, причём в последнее время в качестве такой аффилированной фирмы чаще выступает не коммерческая структура, а общественная организация или унитарное госпредприятие;
- предоставление преференций родственникам взяточника, например, взяткодатель оплачивает обучение детей взяточника за границей;
- предоставление сверхвыгодного контракта фирме, которая оформлена на аффилированное лицо взяточника;
- взяточнику передаются не наличные деньги, а просто набор цифр: номер обезличенного счёта в заграничном банке или код доступа к кошельку электронной платёжной системы, на котором находится сумма взятки. Доказать в этом случае факт получения взятки весьма затруднительно, даже если взяточника взяли с поличным при получении кода;
- взяточнику оказываются иные услуги, не выражающиеся в материальном (денежном) выражении. Причем эти услуги могут характеризоваться не как взятка, но впоследствии они могут послужить успешным инструментом шантажа и давления с целью получения нужного результата;
- взяточнику передаётся какое-либо имущество, например, недвижимость или автомобиль. Доказать факт получения взятки, при этом, довольно сложно, поскольку имущество передаётся путём дарения, и, чаще всего, факт дарения оформляется по закону.
- у взяточника покупается какая-либо вещь, при этом плата может быть несоизмеримой реальной стоимости.

Одним из самых распространённых видов взятки в России является так называемый отка́т (от англ. kickback), заключающийся в том, что должностное лицо при выборе поставщика товаров или услуг выбирает определённое предложение и за это получает от поставщика вознаграждение в виде фиксированной суммы или процента от суммы сделки.

## Моральные аспекты
В массовом сознании взятка чаще всего ассоциируется с денежными купюрами, однако любой подарок должностному лицу, от которого зависит принятие решений, также может считаться взяткой, если его стоимость превышает оговоренную законом сумму. Так во Франции предельная стоимость подарка, который не может считаться взяткой, составляет 35 евро, в Великобритании — 140 фунтов стерлингов (180$), в США — 50$, в России — 3 000 рублей.
Принято различать два типа взяток, одинаково наказуемых, но по-разному воспринимаемых с моральной точки зрения: взятка-подкуп (своего рода предоплата: предоставление взятки предшествует совершению желаемых взяткодателем действий) и взятка-благодарность (желаемые действия предшествуют предоставлению взятки). Кроме того выделяют взятку за совершение законных действий, то есть действий, которые лицо имеет право или обязано совершать в силу закона или должностного положения (например, предоставление льгот, на которые взяткодатель имеет право в силу закона, решение жилищных вопросов, качественное выполнение необходимого лечения и т. п.), и взятку за совершение явно незаконных действий, то есть действий, которые должностное лицо не имеет права совершать в силу закона либо своего служебного положения, либо при отсутствии необходимых для совершения действий обстоятельств (например, за выдачу листа нетрудоспособности при отсутствии показаний, предоставления льгот, на которые взяткодатель не имеет права, предоставление необоснованного покровительства по службе, совершение должностного преступления, результат которого желателен взяткодателю и т. п.)
Иногда взятка безосновательно воспринимается взяткодателем как оплата за оказанные государственным служащим услуги (в частности, медицинские, хотя медики и не являются госслужащими) или как компенсация низкой зарплаты взяткополучателя.

## Взяточничество в России

### История
В Московском государстве XVI—XVII вв. существовал запрет только на посулы — взятки судьям. Все иные «государевы люди» на местах (равно как и белое духовенство) не получали жалования и кормились только за счёт того, что им приносили челобитники (в случае духовенства — паства). Взятки также были узаконены в большинстве стран Востока. Например, в Османской империи они просто облагались особым налогом.
Пётр I повёл войну с взяточниками, однако уже в 1726 году из-за отсутствия в казне денег Екатерина I постановила, что жалование отныне будет выплачиваться только президентам коллегий (министрам), «а приказным людям не давать, а довольствоваться им от дела по прежнему обыкновению от челобитчиков, кто что даст по своей воле, понеже и наперёд того им жалованья не бывало, а пропитание и без жалованья имели». Систематическая борьба с взяточничеством возобновилась только столетие спустя — при Николае I.
В русском уголовном законодательстве XIX века взяточничество различалось по тому, происходило ли получение неправомерных преимуществ за совершение законных действий («мздоимство») или незаконных действий («лихоимство»). Наказание за последнее было существенно более суровым.

## Декрет Совета Народных Комиссаров
1) Лица, состоящие на государственной или общественной службе в Российской Социалистической Федеративной Советской Республике (как-то: должностные лица Советского Правительства, члены фабрично-заводских комитетов, домовых комитетов, правлений кооперативов и профессиональных союзов и т. п. учреждений и организаций, или служащие в таковых), виновные в принятии взяток за выполнение действия, входящего в круг их обязанностей или за содействие в выполнении действия, составляющего обязанность должностного лица другого ведомства, наказываются лишением свободы на срок не менее пяти лет, соединённым с принудительными работами на тот же срок.
2) Тому же наказанию подвергаются лица: а) виновные в даче взятки и б) подстрекатели, пособники и все прикосновенные к даче взятки служащим.
3) Покушение на получение или дачу взятки наказывается, как оконченное преступление.
4) Усиливающими меру наказания за взятку обстоятельствами являются: а) особые полномочия служащего, б) нарушение служащим своих обязанностей и в) вымогательство взятки.
5) Если лицо, виновное в даче или принятии взятки, принадлежит к имущему классу и пользуется взяткой для сохранения или приобретения привилегий, связанных с правом собственности, то оно приговаривается к наиболее тяжелым, неприятным и принудительным работам, и все его имущество подлежит конфискации.
6) Настоящий декрет имеет обратную силу с тем, однако, что от преследования за дачу взятки, если таковая была произведена до издания этого декрета, освобождаются те лица, кои в течение трех месяцев со дня издания настоящего декрета заявят судебным властям о даче ими взятки.
Подписали: Председатель Совета Народных Комиссаров В. Ульянов (Ленин).
Управляющий делами Совета Народных Комиссаров Вл. Бонч-Бруевич.
8 мая (25 апреля) 1918 года.
Распубликован в № 93 Известий Всероссийского Центрального Исполнительного Комитета Советов от 12 мая (29 апреля) 1918 года

## СССР
В уголовном праве СССР под взяточничеством понимались три вида преступлений:
- дача взятки (подкуп)
- получение взятки
- посредничество в передаче взятки.

«Неудержимое раздутие штатов, возникновение все новых и новых аппаратов, чудовищная бюрократизация всякого дела — горы бумаг и сотни тысяч писак; захваты больших зданий и помещений; автомобильная эпидемия; миллионы излишеств. Это легальное кормление и пожирание госимущества — этой саранчой. В придачу к этому неслыханное, бесстыдное взяточничество, хищения…».— «Железный Феликс»

### Современность
В Уголовном кодексе Российской Федерации (России) предусмотрено несколько составов преступлений, связанных со взяточничеством. Это получение взятки (ст. 290 УК России), дача взятки (ст. 291 УК России), посредничество при взяточничестве (ст. 291.1 УК России), мелкое взяточничество (ст. 291.2 УК России), коммерческий подкуп (ст. 204 УК России), посредничество в коммерческом подкупе (ст. 204.1 УК России), мелкий коммерческий подкуп (ст. 204.2 УК России). Также является преступлением, предусмотренным ст. 304 УК России, провокация взятки или коммерческого подкупа. Для доказательства получения взятки часто применяется оперативный эксперимент.
По подсчётам специалистов, в России взяток берут на $300 млрд в год. По утверждению бывшего депутата К. Борового, откаты в строительном бизнесе по подрядам Министерства обороны, во время Первой Чеченской войны, доходили до 80 % от суммы договора. Согласно социсследованию Института социологии РАН (2013), 45 % респондентов в качестве слагаемых личностного успеха особо отметили умение «давать взятки».

## Финансовый аспект
По данным газеты «Известия», средний размер взятки, получаемой служащими в России, меняется со временем. Так размер средней взятки в 2015 году вырос по сравнению с 2014 годом в два раза. Если в 2014 году средний размер взятки и коммерческого подкупа составлял 109 тысяч рублей, то в 2015 году это уже 208 тысяч рублей.